# ماجاس ملك قورينائية
ماجاس ملك قورينائية Magas of Cyrene (باليونانية: Μάγας ὁ Κυρηναῖος ؛ ولد عام 317 قبل الميلاد - والوفاة عام 250 قبل الميلاد، حكم في عام 276 قبل الميلاد انتهى في عام - 250 قبل الميلاد) كان نبيلًا مقدونيًا يونانيًا وملك برقة. من خلال زواج والدته الثاني من بطليموس الأول أصبح عضوا في سلالة البطالمة. تمكن من انتزاع الاستقلال لبرقة (في ليبيا الحديثة) من سلالة البطالمة اليونانية في مصر القديمة، وأصبح ملك برقة من عام 276 قبل الميلاد إلى غاية عام 250 قبل الميلاد.

## الخلفية العائلية والحياة المبكرة
كان ماجاس الابن البكرللنبيلة برنيكي الأولى وزوجها فيليب الأول، الذي خدما كضابط عسكري في حملات الإسكندر المقدوني. كان لديه شقيقتان صغيرتان: أنتيجون من إيبيروس وثيوكسينا من سيراكيوز. ووالده فيليب كان ابن أمينتاس والام غير معروفة. يشير (فلوطرخس) إلى أن والده كان متزوجًا سابقًا ولديه أطفال، عمل فيليب والد ماجاس كضابط عسكري في خدمة الملك المقدوني الإسكندر الأكبر، وكان معروفًا بقيادة فرقة واحدة من الكتائب في حروب الإسكندر. كانت والدته برنيكي الأولى امرأة نبيلة من يورديا. كانت ابنة النبلاء المغامرين المحليين ماجس والنبلاء أنتيجون  كانت والدة برنيكي الأولى ابنة أخت الوصي القوي أنتيباتر  وكانت تابعة بعيدة بالنسبة لسلالة أرجيد. كان ماجاس يحمل اسم جده لأمه. وفي 318 قبل الميلاد، توفي والده فليب لأسباب طبيعية. بعد وفاة والد ماجاس، أخذتة والدة ماجاس وأخوته إلى المملكة البطلمية، حيث كانوا جزءًا من حاشية ابنة عم والدته تائیس. كانت تائیس آنذاك زوجة بطليموس الأول، أول فرعون يوناني ومؤسس سلالة البطالمة. بحلول عام 317 قبل الميلاد، وقع بطليموس في حب برنيكي الأولى. وهكذا أصبحت والدته، من خلال زواجها من بطليموس، ملكة مصرية وأم الملكة من الأسرة البطلمية. من خلال زواج والدته من بطليموس، كان ماجاس ربيبًا لبطليموس. أصبح أميرًا يعيش في بلاط زوج والدته وكان عضوًا في الأسرة البطلمية. ولدت والدته للبطليموس ثلاثة أطفال: ابنتان، أرسينو الثاني، فيلوتيرا والفرعون المستقبالي بطليموس الثاني.

## حكم وملكية برقة
بعد حوالي خمس سنوات من وفاة الحاكم القبرصي أوفيلاس، أصبح ماجاس، الذي كان يبلغ من العمر 20 عامًا تقريبًا، حكم لسيرينايكا أو برقة من قبل البطالمة الحاكمين في مصر: والدته الملكة برنيكي الأولى وزوجها بطليموس الأول.
كتكريم بعد وفاته لوالده، فيليب". بعد وفاة زوج أمه بطليموس الأول عام 283 قبل الميلاد، حاول ماجاس في عدة مناسبات انتزاع استقلال برقة من خلف أخيه من أمه، أخيه غير الشقيق بطليموس الثاتي، حتى توج الملك حوالي عام 276 قبل الميلاد. كانت المرة الأولى التي يصبح فيها لقورينا برقة ملكًا منذ وفاة أركسيلاوس الرابع حوالي عام 440 قبل الميلاد. كانت برنيكي الثانية ابنة ماجاس ملك قورينا. ثم تزوج ماجاس من أباما الثانية كانت أميرة يونانية سورية من الإمبراطورية السلوقية وإحدى بنات الملك السلوقي أنطيوخس الأول من سوريا. استخدم أنطيوخس الأول تحالفه بعد زواج ماجاس ابنة اخيه لإثارة الحرب من جديد واتفاقا لغزو مصر. كان لدى ابامة الثانية ووماجاس ابنة تدعى برنيكي الثانية، التي كانت طفلهما الوحيد. افتتح ماجاس الأعمال العدائية ضد أخيه غير الشقيق بطليموس الثاني في 274 قبل الميلاد، فقام بهاجمة مصر من الغرب، حيث كان أنطيوخس الأول يهاجم فلسطين. ومع ذلك، كان على ماجاس الملك الجديد إلغاء عملياته العسكرية ضد جيش أخيه بسبب ثورة داخلية للبدو الليبيين في إقليم مارماريكا في الشرق، عانى أنطيوخس الأول من هزيمة ضد جيوش بطليموس الثاني. تمكن الملك ماجاس على الأقل من الحفاظ على استقلال اقليم قورينا برقة حاليا حتى وفاته في عام 250 قبل الميلاد. خطبت ابنة ماجاس برنيكي الثانية لبطليموس الثالث، ابن بطليموس الثاني، كطريقة لعقد تحالف بين المملكتين وتأمين استقلال مملكة قورينا. بعد وفاة ماجاس، حطمت أباما الثانية زوجة ماجاس التحالف الزوجي بين ابنتها برنيكي الثانية وبطليموس الثالث واقترحت ابنتها والعرش على ديميتريوس فير، من الأسرة الأنتيغونية ابن الملك أنتيغونوس الثاني غوناتاس وحفيد الملك ديميتريوس الأول المقدوني ، الذي أصبح الملك الجديد لقورينا.أعطى ة هذا السيطرة الإستراتيجية الأسرة الأنتيغونية على الجانب الغربي من المملكة البطلمية. بعد اغتيال ديميتريوس على يد برنيكي بسبب الخيانة الزوجية والعلاقة الغير شرعية مع والدتها أباما الثانية، عادت الملكة برنيكي الثانية إلى مصر لتتزوج أخيرًا خطيبها الأصلي ، بطليموس الثالث. ومن المعروف أن ماجاس كان محبا للفنون والعلوم واصبحت قورينا في عهده أكثر انفتحأ على ممالك الجوار، وكانت مملكة قورينا متنوعة الاعراف والمعتقداة من المدرسة الفلسفية. تطورت فلسفة مملكة قورينا تحت حكم الملك ماجاس بطريقة تشابه مع التشكيك والأبيقورية والبوذية أيضًا.

## العلاقات مع الهند
عرف ماجاس بالاسم للإمبراطور الهندي المعاصر أشوكا، وربما يكون قد تلقى مبعوثين بوذيين من الهند: في الواقع تم ذكر ماجاس في مراسيم أشوكا، كواحد من متلقي التبشير البوذي لآشوكا. [13] [16] وكان أشوكا هذا ملك الهند في ذلك الوقت يرسل مبعوثين لنشر البوذية لي امكان بعيدا عنهم وهناك مصادر موثوقة تاكد ذلك وتذكر أسماء بعض الملوك اليونانيين والمقدونين والسلوقية والبطلمة وغيرهم ومنهم الملك ماجس ملك مملكة قورينا المستقلة حديثآ ونترك النص البوذي لما فيه من شركًا أكبر
انظر التبشير البوذي في وقت الملك أشوكا حوالي عام (260-218 قبل الميلاد)، وفقا لمراسيم أشوكا امبرطور الهند.
نص مستقطع - لقد تم الفوز بفتح داما هنا، على الحدود، وحتى ستمائة يوجاناس (5400-9600 كيلومتر)، حيث يحكم الملك اليوناني أنطيوخوس، وراء ذلك حيث الملوك الأربعة يدعون بطليموس، أنتيجونوس، ماجاس وألكسندر وبالمثل في الجنوب لا توجد سجلات لمثل هؤلاء المبعوثين في المصادر الغربية. ومع ذلك، يُعتقد أحيانًا أن الفيلسوف هيجيسياس من قورينا، من مدينة شحات حاليا، قد تأثر بتعاليم المبشرين البوذيين في أشوكا، نظرًا لتشابه بعض تعاليمه مع البوذية. ومع ذلك، ربما كان الملك ماجاس على دراية تامة بالهند. كان والده فيليب ضابطًا في الكتائب في حملات الإسكندر الأكبر. في وقت لاحق، ولاربما يكون ماجاس، الذي نشأ جزئيًا في المملكة البطلمية، قد سافر إلى الهند أو يكون مبعوث من قبل زوج أمه بطليموس الاول، الجنرال السابق في حملات الإسكندر. كان سلف ماجاس في قورينا، الحاكم البطلمى المسمى ابهليس، أيضًا ابهليس هذا أحد ضباط الإسكندر في الهند، المسؤول عن أحد الفراق الثلاث أثناء الحملة الاستكشافية أسفل نهر السند. أو ربما كان ماجاس على دراية تامة بالمسائل المتعلقة بالهند من خلال اتصالاته مع قدامى المحاربين في الحملات الهندية.
| ماجاس ملك قورينائية توفي: 250 BC                 |                                      |               |
| منصب                                             |                                      |               |
| شاغرآخر من حمل اللقب أوفيلاس ملك مملكة قورينائية | ملك مملكة قورينائية 276 ق.م– 250 ق.م | تبعه ديمتريوس |